# Catherine Mazenod
Catherine Mazenod (1649-1733), dite Madame de Servient, a laissé son nom à la postérité pour la donation qu'elle a faite à l'Hôtel-Dieu de Lyon de son fief de la Part-Dieu dans des circonstances particulières.

## Histoire
Catherine Mazenod est née en la paroisse de Sainte Croix de Lyon le 28 octobre 1649 dans une famille bourgeoise. Son père Marc-Antoine Mazenod (1606-1679), seigneur de Pavezin, écuyer, avocat, fut échevin au Parlement de Lyon en 1659-1660 et a eu six enfants, dont Catherine, avec sa femme Etiennette Berthon.
Mariée à Maurice-Amédée comte de Servient en mai 1694 en la paroisse de la Guillotière à l'âge de 44 ans, elle n'a pas d'enfants. En 1705, à la mort de son mari, elle peut alors administrer seule le domaine hérité de son père mort en 1679 constitué d'une maison forte à la Part-Dieu, de ses dépendances et des terrains attenants. Elle décède le 23 février 1733.
La situation géographique de ce domaine est importante pour comprendre ce qui va suivre. En 1711, la maison forte constitue pour Catherine Mazenod une résidence de villégiature située au milieu d'un quartier marécageux dit la Part-Dieu situé sur la rive gauche du Rhône et accessible par le seul pont du Rhône construit à l'époque aujourd'hui pont de la Guillotière. Le dimanche 11 octobre 1711, Catherine Mazenod, devenue Madame veuve de Servient, se rend dans son domaine de la Part-Dieu sur la rive gauche du Rhône en s'engageant en carrosse sur le Pont du Rhône côté rive droite. Mais en même temps, une foule de piétons revenant de la fête de la Saint-Denis à Bron prend le pont en sens inverse. La rencontre causera une catastrophe qui fait 241 morts.

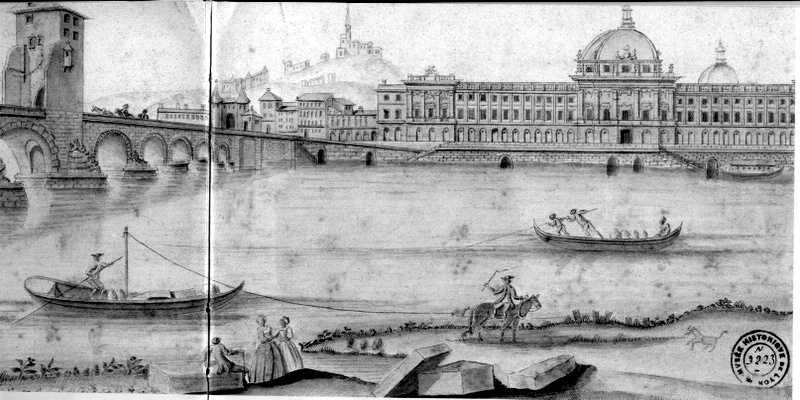
Hôtel-Dieu et pont du Rhône depuis la rive gauche au XVIII^{e} siècle

Par acte notarié du 8 juillet 1725, Catherine de Mazenod de la Part-Dieu, comme elle est appelée dans l'acte, fait donation "de son domaine de la Part-Dieu au grand hôpital de notre dame de Pitié du pont du Rhône de la ville de Lyon pour leur donner dès à présent des marques de l'affection particulière qu'elle a pour eux".

## Polémique historique
Selon les différents historiens qui ont conté l'histoire de la catastrophe du pont de la Guillotière et de la donation de la Part-Dieu aux Hospices civils de Lyon, les circonstances du lien entre les deux évènements varient. Pour certains, la donation a été faite par Catherine Mazenod pour se faire pardonner sa responsabilité dans la catastrophe du 11 octobre 1711. Pour d'autres, la donation n'en est pas une mais cache une vente car la donation est faite en contrepartie du versement d'une somme d'argent conséquente augmentée d'une rente viagère et de ce fait n'est pas liée à sa responsabilité dans la catastrophe du 11 octobre 1711. Pour d'autres enfin, rien ne prouve que Madame de Servient était dans son carrosse à contre-courant sur le pont du Rhône ce soir là du 11 octobre et comme d'autre part elle avait, quatorze ans avant la catastrophe, fait des pauvres du grand Hôtel-Dieu ses héritiers universels dans un testament du 25 janvier 1697, sa donation du 8 juillet 1725 est dénuée de tout lien avec la catastrophe du pont.

## Postérité
Il existe à Lyon dans le quartier de la Part-Dieu deux rues à son nom: l'une s'appelle rue Mazenod, l'autre rue Servient.
Son nom est également mentionné sur les tableaux des donateurs illustres apposés autour de la cour du cloître de l'ancien Hôpital transformé en bâtiment historique de l'Hôtel-Dieu.